# Гайлих, Дитмар
Ди́тмар Га́йлих (нем. Dietmar Geilich; 15 июня 1954, Гёрлиц) — немецкий боксёр минимальной весовой категории, выступал за сборную ГДР во второй половине 1970-х — первой половине 1980-х годов. Участник двух летних Олимпийских игр, бронзовый призёр чемпионата мира, обладатель двух серебряных медалей чемпионата Европы, восьмикратный чемпион национального первенства, победитель многих международных турниров и матчевых встреч. Ныне — тренер по боксу.

## Биография
Дитмар Гайлих родился 15 июня 1954 года в городе Гёрлиц. Активно заниматься боксом начал в раннем детстве, проходил подготовку во франкфуртском спортивном клубе «Форвертс». Первого серьёзного успеха на ринге добился в 1973 году, когда стал чемпионом ГДР в минимальной весовой категории. Два года спустя повторил это достижение и побывал на чемпионате Европы в Катовице, где дошёл до стадии четвертьфиналов. В 1976 году защитил чемпионское звание и благодаря череде удачных выступлений удостоился права защищать честь страны на летних Олимпийских играх в Монреале, однако выбыл из дальнейшей борьбы за медали уже в первом же своём матче на турнире — единогласным решением судей проиграл представителю Венесуэлы Армандо Геваре. Примерно с тем же результатом он выступил и на чемпионате Европы 1977 года в Галле.
Несмотря на ряд неудач, в 1979 году Гайлих в пятый раз завоевал золото национального первенства, помимо этого, он побывал на европейском первенстве в Кёльне, откуда привёз медаль серебряного достоинства. Позже прошёл квалификацию на Олимпийские игры в Москву, хотя в число призёров Олимпиады вновь попасть не смог — в четвертьфинале со счётом 1:4 потерпел поражение от советского боксёра Шамиля Сабирова. На чемпионате Европы 1981 года в Тампере Гайлих пополнил медальную коллекцию ещё одной серебряной наградой, тогда как на чемпионате мира 1982 года вынужден был довольствоваться бронзой.
В 1983 году Гайлих в восьмой раз стал чемпионом Восточной Германии в минимальном весе, после этой победы он рассматривался как основной кандидат на участие в летних Олимпийских играх в Лос-Анджелесе, однако социалистические страны по политическим причинам бойкотировали эти соревнования, и выступление на Олимпиаде не состоялось. Вместо этого немецкий спортсмен боксировал на организованном в Гаване альтернативном турнире «Дружба-84» — в полуфинале потерпел поражение от кубинца Хуана Торреса и получил бронзовую медаль. За эти достижения награждён бронзовым орденом «За заслуги перед Отечеством».
Вскоре после этих соревнований Дитмар Гайлих принял решение завершить карьеру спортсмена, уступив место в сборной молодым немецким боксёрам. В настоящее время работает детским тренером в своём родном клубе во Франкфурте-на-Одере.